# Transzaktív memória
A transzaktív memória fogalma Daniel M. Wegner nevéhez fűződik.  Wegner először 1985-ben állt elő az elmélettel, mely leginkább egy válasz volt a korábbi, úgynevezett „csoportos gondolkodás” elméletekre. A transzaktív memória egy szerkezet, amelyen keresztül az emberek csoportosan kódolnak, tárolnak és visszahívnak információt. Kezdetben a transzaktív memóriát olyan környezetben tanulmányozták, ahol az egyének közeli kapcsolatban álltnak egymással (pl. párok, családok). Később azonban kiterjesztették nagyobb csoportokra, hogy felfedezzék, hogyan működik a „csoport elme”, egy olyan memória rendszer, amely sokkal összetettebben és hatásosabban működik, mint annak bármelyik egyedi összetevője.

## Transzaktív memória
Tegyük fel, hogy nagyobb létszámú csoportokban dolgozunk. Wegner szerint a transzaktív memória rendszer minden egyes egyén memóriájában rejlő tudásból, és a metamemóriában tárolt információ együtteséből áll, amely különböző csoportokon belüli egyének fő szakterületeire utal. Tudat arról, hogy milyen információt képes visszahívni, ezáltal a transzaktív memória rendszer a többi csapattagot látja el olyan információkkal, amelyhez hozzáférése van a csoporton belül. A csapattársak megtanulják, kitől jön az információ, és hogyan nyerhetnek betekintést egymás szakterületeibe kommunikációs folyamatokon keresztül. Így a transzaktív memóriarendszer segítségével a csapattagok együttműködése több tudást halmozhat fel, mint amit egyedül képesek lennénk elérni.

### Transzaktív folyamatok
A transzaktív memóriarendszer fejlesztésének három állomása van: kódolás, tárolás, visszahívás. 

#### Kódolás
A kódolás alatt a csapattagok információt szereznek a másik csapat fő specialitásairól, szakterületeiről, és kategorizálják őket, mégpedig úgy, hogy továbbadják az információt egymásnak. Előfordul, hogy ezek az ismertségek a „ki mit csinált” párbeszédből alakulnak ki.
A kódolási folyamat nagyon fontos a transzaktív memória fejlesztésében. A kódolás a csapattagok közti együttműködés során merül fel. A tudás megosztásán, az információ keresésén van a hangsúly.

#### Tárolás
A tárolási folyamatban a lényeges információ mentésre kerül a másik csapattárs azonos szakterületével kapcsolatos memóriájában. Amint ők észlelik egymást, az új információ közvetlenül továbbítódik a kijelölt csapattársnak. Ez egy olyan folyamat, amely fejleszti a tanulási képességeket és csökkenti a memória túlzott igénybevételét.

#### Visszahívás
A visszahívó folyamat alatt a csapattárs a már fejlesztett transzaktív memóriát használja, hogy felismerje azt a társát, amelyik az adott szakterületre van specializálódva. Ha egymás hasznos információit képesek elsajátítani, a felek kapcsolata megerősödik. Ha az információ nem pontos, akkor viszont a folyamat újraindul az elejétől, a kódoló folyamattól kezdve.

### Transzaktív memória a Google-hatás által
A Google-hatás egy olyan folyamat, amely során az egyén meg van győződve arról, hogy a Google segítségével bármiféle információt képes elérni. Ennek következtében tudat alatt rááll arra, hogy nem szükséges információt megjegyezni, hanem elég azokat a kulcsszavakat, amelyek rávezetik őt a megoldásra. Így sok esetben nem maga a tény rögzül, hanem az a módszer, ahogyan a tudni vélt információ a lehető legkönnyebben elérhető. Ezért manapság sokkal hatékonyabban kutatunk információk után a Google-ban, minthogy magát az információt saját kútfőből nyernénk. Ez a modernizált korunk egyik kulturális, nem pedig tudományos problémája.